# Euonymus gracillimus
Euonymus gracillimus är en benvedsväxtart som beskrevs av William Botting Hemsley. Euonymus gracillimus ingår i släktet Euonymus och familjen Celastraceae. Inga underarter finns listade.